# 雅虎地圖
雅虎地图（Yahoo! Maps）曾是一个由雅虎公司提供的免费在线地图门户网站，于2002年3月7日成立。在创立初期，该网站采用萨格德科技公司（Sagent Technology Inc.）、导航技术公司（Navigation Technologies）、地理数据科技公司（Geographic Data Technology）以及泰尔康塔公司（Telcontar）的技术来取代以前由Mapquest.com提供的技术。该网站功能包括由美国国家气象频道（The Weather Channel）提供的当地天气状况、打印地图和由Yelp提供的当地评论。
2015年6月30日，雅虎地图停止服务。在2019年的一段时间内，雅虎尽管由Here WeGo提供技术支持，但可以在美国通过maps.yahoo.com/b （页面存档备份，存于）访问地图。然而，自此以后，访问雅虎地图绝无可能。

## 地图数据
雅虎地图后来使用的街道网络和其他矢量数据来自Here，并包括一些公共数据源。目前，可提供美国、加拿大、波多黎各、维尔京群岛和大多数欧洲国家的详细街道网络数据。雅虎地图还绘制了世界其他地区的国家边界、城市和水域。
世界各地都有低分辨率的卫星图像，美国本土（Contiguous United States）大部分地区和全世界部分城市可提供1-2米分辨率的卫星图像。

## 历史
雅虎地图最初版本至少可以追溯到1997年12月，时名雅虎城市地图（Yahoo City Maps），数据由威斯勒瑅公司（Vicinity Corporation）提供。
2007年5月16日，雅虎发布了由制图公司Cartifact设计的新地图样式，数据和图像也由Cartifact提供，包括显示陆地表面特征的阴影浮雕和指示主要环境区域的土地覆盖物颜色。
在2007年5月之前的某一段时间内，印度地图被添加到in.maps.yahoo.com （页面存档备份，存于），这是雅虎地图的一个非Flash界面。除了提供详细的印度地图（无法通过maps.yahoo.com （页面存档备份，存于） 直接使用），该网站还允许用户查看世界其他地区的地图。
2010年5月，雅虎与诺基亚达成协议，诺基亚的地图服务（即现在的“Here”）将为雅虎地图提供技术支持。该协议于2011年10月生效。
2014年，一个为雅虎地图量身定制的移动网站上线。2015年6月4日，雅虎公司宣布将在月底关闭雅虎地图、雅虎管道。

## 主要功能
雅虎地图为美国和加拿大用户提供了街景地图和行车导航功能，具有下列特色：
- 地址簿：已注册的雅虎用户可以存储常用街道地址的清单，从而不必再次输入。最近输入的地址可以从下拉菜单列表中选择一个快速调用。
- 实时交通：可以在地图上查看交通事故标记和当前的公路状况。
- 地图查找：可在“地图查找”框中输入企业名称或类别进行本地搜索（local search），在当前地图视图中进行定位。还为用户提供了一个兴趣点类别列表。搜索结果可以通过用户评分或相关类别进一步细化。
- 行车导航：该功能可直接显示在地图上或以可打印的形式显示，通过可选转向导航地图，或以简单的文字形式显示。有关行车导航功能的链接可用电子邮件发送，并可将文字信息直接发往手机。多点行车导航：可输入多个地址，并可手动重新排序，以获得详细的驾驶指南。
- 可拖动的地图：可以通过使用鼠标拖动或点击箭头键来操纵地图视图（map view）。缩放级别可以通过鼠标滚轮，“向上翻页”或“向下翻页”键或地图的缩放栏进行控制。
- 小工具：地图上的一些小工具（widgets）包括导航器小工具、地图类型（地图、卫星和混合）控制器和缩放级别控制。
- 卫星图像：已标示（混合）和未标记的卫星图像在全球范围内可用
- 概述地图：可折叠的概览地图提供上下文，可拖动的灰色区域控制主地图视图。
- 国际覆盖：在美国和加拿大以外，雅虎地图测试版可以识别城市、省份和国家名称，并提供小比例尺地图或卫星视图。
- 可拖动标记：任何标记都可以拖动到“获取地图”文本输入区域，将该位置添加到路线上。

## 开发者应用程序接口
直到2011年12月，开发者可以通过雅虎地图开发者应用程序接口（API）Yahoo! Maps Developer APIs将雅虎地图嵌入到自己的网页中（即创建一个混搭）。雅虎地图API分为三种类型：
- 使用Adobe Flash平台的Flash APIs，提供三种变体，允许开发者用JavaScript、ActionScript或Adobe Flex 1.5编写。
- Ajax API （页面存档备份，存于），用于使用网页浏览器固有功能的交互式地图，而不使用Flash插件（plug-in）。Ajax应用程序是用JavaScript编写的。
- "Simple" API （页面存档备份，存于），基本上是一种XML数据格式，是GeoRSS的扩展，用于在雅虎主地图网站之上显示兴趣点数据。Flash和Ajax API也支持显示GeoRSS格式的数据。

## 参照
- 网络地图服务比较
- 交通信息渠道

## 文献资料
1. ↑  Price, Emily. . Mashable. November 13, 2012  [June 4, 2015]. （原始内容存档于2013-06-01）.
2. ↑  . The Wall Street Journal. March 8, 2002  [2020-07-27]. （原始内容存档于2020-11-28）.
3. ↑  . Yahoo!. March 7, 2002  [2020-07-27]. 原始内容存档于2008-03-31.
4. ↑  Matt Berger.. PCWorld. Mar 7, 2002  [2020-07-27]. （原始内容存档于2013-09-29）.
5. ↑  . policies.yahoo.com.   [2019-01-02]. （原始内容存档于2021-01-26）.
6. ↑  . Yahoo! Maps.   [2020-07-28]. 原始内容存档于1997-12-10.
7. ↑  Kay Ann Cassell. . Neal-Schuman Publishers. 1999: 31–  [2020-07-28]. ISBN 978-1-55570-363-9. （原始内容存档于2020-08-13）.
8. ↑  . Yahoo! Maps.   [2020-07-28]. 原始内容存档于1998-02-08.
9. ↑  . Search Engine Land. 24 May 2010  [2020-07-28]. （原始内容存档于2020-09-26）.
10. ↑  . Search Engine Land. 28 October 2011  [2020-07-28]. （原始内容存档于2021-02-25）.
11. ↑  Nieva, Richard. . CNET. June 4, 2015  [June 4, 2015]. （原始内容存档于2021-05-04）.
12. ↑  . Yahoo.   [2019-01-02]. （原始内容存档于2021-02-19）.